# Loss
Ein Loss (angegeben mit L) ist eine Zählstatistik für Pitcher im Baseballsport. Es wird derjenige Pitcher mit dem Loss belastet, der in dem Moment im Spiel war, in dem die später siegreiche gegnerische Mannschaft letztmals mit einem Run in Führung gegangen ist. Dieser Pitcher ist für dieses Spiel der Losing Pitcher.
Stand die später siegreiche gegnerische Mannschaft öfter als einmal in Führung, bekommt derjenige Pitcher, der dem Gegner einen zur Führung verhelfenden Run erlaubte, den Loss jedoch nicht, wenn diese Führung im Laufe der Partie wieder ausgeglichen wurde. Entscheidend ist der zur endgültigen Führung (also zum Sieg) der Gegenmannschaft geführte Run.
Ein Pitcher, der ausgewechselt wurde während sein Team führte, kann aber mit einem Loss belastet werden: Dies geschieht, wenn der Pitcher während eines Innings getauscht wird, aber zuvor mehrere gegnerische Spieler auf Base gelassen hat, die später im Inning die entscheidenden Runs scoren.
In jedem Baseballspiel gibt es nur jeweils einen Losing Pitcher und einen Winning Pitcher; diese beiden werden Pitchers of Record genannt. Einem Pitcher of Record kann niemals gleichzeitig ein Save gutgeschrieben werden.